# Camille Cerutti
Pour les articles homonymes, voir Cerutti.
 Camille Cerutti, née le 22 décembre 1998 à Marseille, est une skieuse alpine française.

## Biographie

### Débuts
Elle est originaire de Marseille et débute en ski à l'âge de 5 ans. Elle entre au Club des Sports de Risoul.
En 2014, elle devient  Championne de France U16 (moins de 16 ans) de slalom géant à Auron. L'année suivante en 2015, elle est vice-championne de France U18 (moins de 18 ans) de slalom géant à Serre-Chevalier. 
Elle intègre l'équipe de France Juniors à partir de la saison 2015-2016. En janvier 2016,  elle fait ses débuts en Coupe d'Europe dans la descente d'Altenmarkt. En février 2016, elle dispute les Jeux olympiques de la jeunesse à Lillehammer et y obtient une excellente 6e place dans l'épreuve du combiné. Le mois suivant, elle est sacrée Championne de France U18 de super G aux Menuires, ainsi que double vice-championne de France U18 de slalom géant et de descente. A la fin 2016, handicapée par de très fortes douleurs dorsales récurrentes , elle est contrainte de renoncer totalement à sa saison 2016-2017.
De retour fin 2017, elle marque ses premiers points en Coupe d'Europe dans le super G de Kvitfjell. Début mars 2018, elle obtient son premier top-10 en Coupe d'Europe grâce à une bonne 9e place dans le slalom géant de La Molina. A la fin du même mois, elle est double vice-championne de France U21 (moins de 21 ans) de super G et de slalom géant à Châtel. 
Elle intègre le groupe B de l'équipe de France à partir de la saison 2018-2019. En novembre 2018, une blessure au tibia et aux chevilles la tient à nouveau à l'écart des pistes. En février 2019 elle dispute les championnats du monde juniors à Val di Fassa et y obtient d'honorables 11e et 13e places en super G et combiné. En mars 2019, elle est sacrée championne de France U21 de slalom géant à Auron ainsi que double vice-championne de France U21 de super G et de descente. 
En janvier 2020 elle fait ses débuts en Coupe du Monde et y marque d'entrée ses premiers points en prenant la 26e place du combiné de Altenmarkt-Zauchensee. Elle termine la saison (écourtée par la pandémie de Covid-19) à la 18e place de la Coupe d'Europe de super G.

### Saison 2020-2021
En mars 2021, elle réalise son premier top-10 en Coupe d'Europe de super G en prenant la 10e place de la deuxième épreuve de Val di Fassa. 
Fin mars elle est sacrée Championne de France de super G à Châtel. C'est son premier titre dans cette compétition (c'est aussi son premier podium). Elle prend de plus la 3e place du combiné et la 4e place de la descente de ces championnats.
.

### Saison 2021-2022
Début décembre elle marque ses premiers points en Coupe du monde de descente en prenant la 29e place de l'épreuve de Lake Louise. Elle marque aussi son premier point en super G en prenant la 30e place dans l'épreuve de Saint-Moritz.
Le 19 décembre elle réalise son premier top-15 en Coupe du monde de super G en prenant une remarquable 11e place dans l'épreuve de Val d'Isère sur la piste Oreiller-Killy.
Elle dispute ses premiers Jeux olympiques à Pékin. Malheureusement, le 15 février elle se blesse gravement lors de la descente (rupture du ligament croisé et lésion du ménisque du genou droit), ce qui met fin à sa saison,,.

### Saison 2022-2023
Elle est de retour à la compétition à mi-janvier 2023 et retrouve petit à petit son niveau. Début mars 2023, elle réintègre le top-30 en coupe du monde en prenant la 23e place du super G de Kvitfjell. A mi-mars elle remporte son premier succès en coupe d'Europe dans la descente des finales de Narvik. Fin mars elle est vice-championne de France de super G aux Orres derrière Tessa Worley.

### Saison 2023-2024
Elle bénéficie à partir de cette saison d'un contrat avec la Police nationale. Elle marque 4 fois des points de coupe du monde avec comme meilleur résultat une 21e place  en janvier 2024 dans le super G de Cortina d'Ampezzo. En coupe d'Europe elle obtient deux 5e places dans les super G de La Thuile et Kvitfjell. Début avril elle est nouveau vice-championne de France de super G, à Avoriaz derrière Garance Meyer.

### Saison 2024-2025
Elle marque 5 fois des points de coupe du monde avec comme meilleur résultat une 16e place  en mars 2025 dans le deuxième super G de La Thuile. Elle termine la saison à la 32e du classement de la coupe du monde de super G. En février, elle dispute ses premiers championnats du monde à Saalbach. Elle y prend la 25e place du super G. Début avril, elle monte 2 fois sur le podium des championnats de France en se classant 3e de la descente (son premier podium dans la spécialité) et 3e du super G (son 4e podium consécutif).

## Palmarès

### Jeux olympiques
| Épreuve / Édition | Descente |
| ----------------- | -------- |
| JO 2022 Pékin     | Abandon  |

### Championnats du monde
| Édition / Epreuve      | Super G | Combiné par équipe |
| Mondiaux 2025 Saalbach | 25e     | Abandon            |

### Coupe du monde
- 62 courses disputées (à fin mars 2025)

- Meilleur classement général : 83e en 2025 avec 37 points.
- Meilleur classement au combiné : 36e en 2020 avec 5 points.
- Meilleur classement en super G : 32e en 2025 avec 37 points.
- Meilleur classement en descente : 48e en 2022 avec 3 points.

- Meilleur résultat sur une épreuve de Coupe du monde : 11e en super G à Val-d'Isère le 19 décembre 2021[17].

#### Classements
| Saison / Épreuve | Saison / Épreuve | Général | Général | Descente | Descente | Super G | Super G | Géant  | Géant  | Slalom | Slalom | Combiné | Combiné |
| ---------------- | ---------------- | ------- | ------- | -------- | -------- | ------- | ------- | ------ | ------ | ------ | ------ | ------- | ------- |
| Saison / Épreuve | Saison / Épreuve | Class.  | Points  | Class.   | Points   | Class.  | Points  | Class. | Points | Class. | Points | Class.  | Points  |
| 2019-2020        | 2019-2020        | 117e    | 5       | -        | -        | -       | -       | -      | -      | -      | -      | 36e     | 5       |
| 2021-2022        | 2021-2022        | 95e     | 28      | 48e      | 3        | 41e     | 25      | -      | -      | -      | -      | -       | -       |
| 2022-2023        | 2022-2023        | 109e    | 8       | -        | -        | 46e     | 8       | -      | -      | -      | -      | -       | -       |
| 2023-2024        | 2023-2024        | 99e     | 23      | -        | -        | 41e     | 23      | -      | -      | -      | -      | -       | -       |
| 2024-2025        | 2024-2025        | 83e     | 37      | -        | -        | 32e     | 37      | -      | -      | -      | -      | -       | -       |

### Championnats du monde juniors
| Épreuve / Édition          | Descente | Super G | Slalom géant | Slalom | Combiné | Team event |
| Mondiaux 2019 Val di Fassa | Abandon  | 11e     | Abandon      | -      | 13e     | -          |

### Jeux olympiques de la jeunesse d'hiver
| Édition/Epreuve      | Super G | Géant | Slalom  | Super-Combiné | Équipe |
| JOJ 2016 Lillehammer | Abandon | 19e   | Abandon | 6e            | -      |

### Coupe d'Europe
6 tops-10 dont une victoire en descente en mars 2023 à Narvik

#### Classements
| Saison / Épreuve | Saison / Épreuve | Général | Général | Descente | Descente | Super G | Super G | Géant  | Géant  | Slalom | Slalom | Combiné | Combiné |
| ---------------- | ---------------- | ------- | ------- | -------- | -------- | ------- | ------- | ------ | ------ | ------ | ------ | ------- | ------- |
| Saison / Épreuve | Saison / Épreuve | Class.  | Points  | Class.   | Points   | Class.  | Points  | Class. | Points | Class. | Points | Class.  | Points  |
| 2018             | 2018             | 78e     | 80      | 38e      | 20       | 58e     | 6       | 36e    | 54     | -      | -      | -       | -       |
| 2019             | 2019             | 118e    | 41      | 34e      | 40       | 59e     | 1       | -      | -      | -      | -      | -       | -       |
| 2020             | 2020             | 57e     | 116     | 33e      | 27       | 18e     | 71      | -      | -      | -      | -      | 26e     | 18      |
| 2021             | 2021             | 72e     | 79      | 22e      | 31       | 20e     | 48      | -      | -      | -      | -      | -       | -       |
| 2023             | 2023             | 56e     | 156     | 15e      | 116      | 38e     | 40      | -      | -      | -      | -      | -       | -       |
| 2024             | 2024             | 99e     | 23      | -        | -        | 41e     | 23      | -      | -      | -      | -      | -       | -       |

### Championnats de France

#### Élite
| Édition / Epreuve                                        | Descente | Super-G | Slalom géant | Slalom  | Super combiné |
| -------------------------------------------------------- | -------- | ------- | ------------ | ------- | ------------- |
| Championnats 2015 Serre-Chevalier                        | 24e      | -       | 10e          | Abandon | -             |
| Championnats 2016 Les Menuires                           | 16e      | 10e     | Abandon      | 20e     | -             |
| Championnats 2017 Val Thorens/Lélex/Tignes               | -        | -       | -            | -       | -             |
| Championnats 2018 Châtel                                 | Abandon  | 4e      | 6e           | 9e      | -             |
| Championnats 2019 Auron                                  | 6e       | 6e      | 4e           | -       | -             |
| Championnats 2020 Val Thorens                            | annulée  | annulé  | annulé       | annulé  | annulé        |
| Championnats 2021 Châtel / Saint-Jean-d'Aulps / Les Gets | 4e       | Or      | 10e          | 28e     | Bronze        |
| Championnats 2023 Les Orres                              | Abandon  | Argent  | Abandon      | -       | -             |
| Championnats 2024 Avoriaz                                | annulée  | Argent  | -            | -       | -             |
| Championnats 2025 Méribel                                | Bronze   | Bronze  | 6e           | -       | -             |

#### Jeunes
3 titres de Championne de France
7 fois vice-championne de France

##### Juniors U21 (moins de 21 ans)
2019 à Auron :
- Championne de France de slalom géant à Auron
- Vice-Championne de France de descente
- Vice-Championne de France de super G

2018 à Châtel :
- Vice-Championne de France de super G à Châtel
- Vice-Championne de France de slalom géant

2016 aux Menuires :
- 3e des Championnats de France de super G à

##### Cadettes U18 (moins de 18 ans)
2016 aux Menuires :
- Championne de France de super G aux Menuires
- Vice-Championne de France de descente
- Vice-Championne de France de slalom géant

2015 : 
- Vice-Championne de France de slalom géant à Serre-Chevalier

#### Minimes U16 (moins de 16 ans)
2014 : 
- Championne de France de slalom géant à Auron